# Dan svetog Patrika
Dan svetog Patrika (ir. Lá Fhéile Pádraig) je svetkovina u čast sv. Patrika, stara više od tisuću godina. Slavi se 17. ožujka, najviše u Irskoj i u irskoj dijaspori. 
Na Dan sv. Patrika, koji je tijekom korizme, irske obitelji tradicijski idu u crkvu na jutarnju svetu misu, te popodne održavaju proslave. Korizmeni post prekida se na dan, i ljudi plešu, piju i jedu tradicijska irska jela pripravljena od slanine i kupusa. List djeteline i zelena boja simboli su ovoga dana.
Sve do 1970., irski zakoni zabranjivali su rad ugostiteljskim objektima na taj dan.
Početkom 1995., irska vlada započinje kampanju oglašavanja Dana svetoga Patrika za turizam i promociju Irske. Festival za Dan sv. Patrika u Dublinu posjeti preko milijun ljudi.